# Kristof Struys

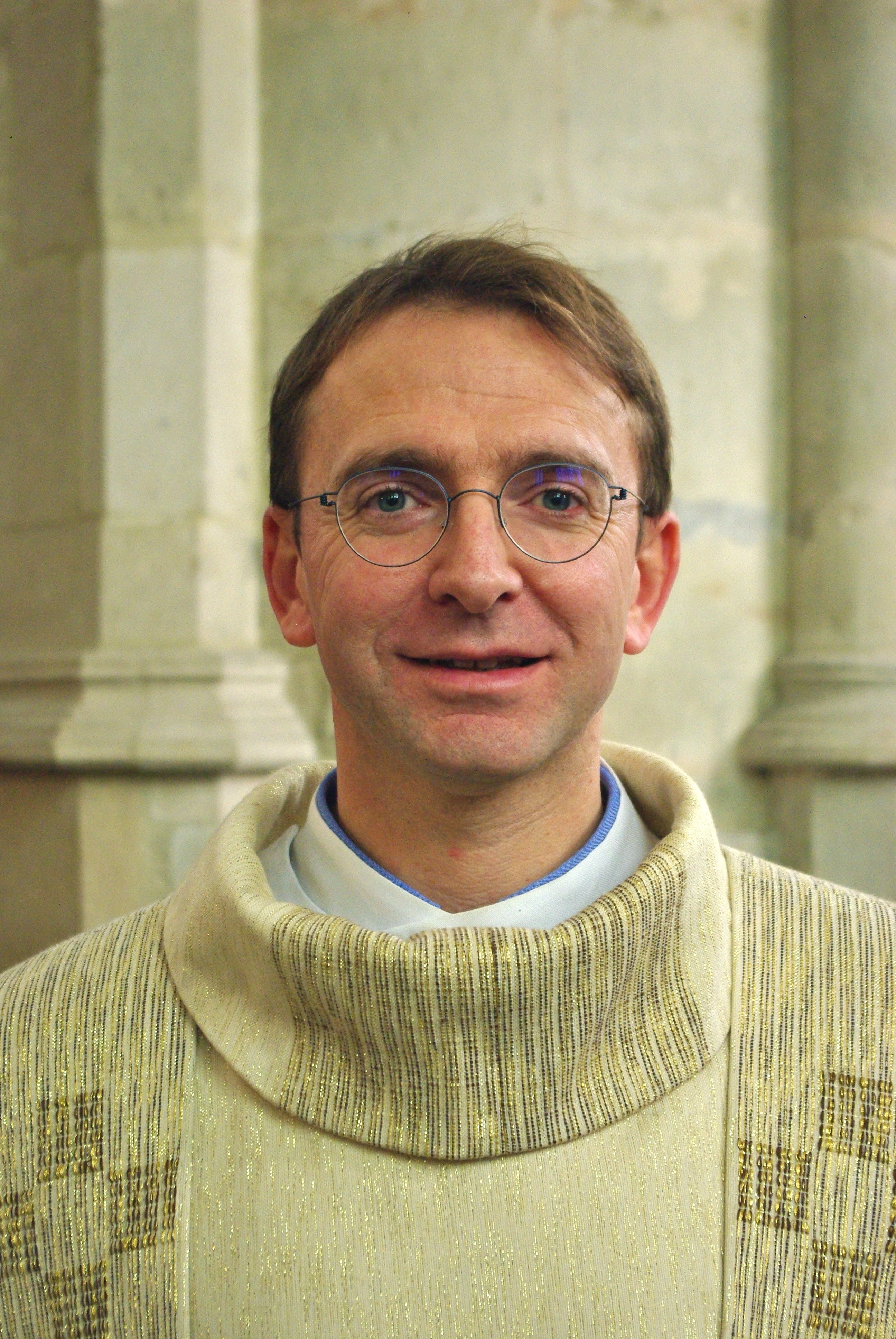
Kristof Struys

Kristof Struys (Tienen, 21 februari 1972) is een Belgisch rooms-katholiek priester en kanunnik van het aartsbisdom Mechelen-Brussel.

## Biografie

### Opleiding
Kristof Struys groeide op in Zuurbemde. Hij volgde Grieks-Latijnse humaniora aan het Onze-Lieve-Vrouwecollege in Tienen. Daarna doorliep hij de klassieke opleiding filosofie en theologie aan het Johannes XXIII-seminarie in Leuven en aan het Theologicum (diocesaan seminarie) in Mechelen. Op 23 augustus 1997 werd hij tot priester gewijd door kardinaal Godfried Danneels. Hij was aspirant van het Fonds voor Wetenschappelijk Onderzoek - Vlaanderen van 1999 tot 2003. In 2003 behaalde hij zijn doctoraat aan de Katholieke Universiteit Leuven op een proefschrift over de theologie van Walter Kasper.

### Loopbaan
Sinds 2004 is Struys professor aan het Johannes XXIII-seminarie in Leuven. In 2009 werd hij directeur van het Hoger Instituut voor Godsdienstwetenschappen, eveneens in Leuven. Op 21 april 2011 werd hij door aartsbisschop André Léonard benoemd tot bisschoppelijk vicaris voor opleidingen en op 2 september van datzelfde jaar werd hij kanunnik van het metropolitaanse Sint-Romboutskapittel en lid van de bisschopsraad. Hij werd in 2016 in deze functies bevestigd door aartsbisschop Jozef De Kesel. Sinds 1 oktober 2011 is hij docent systematische theologie (christologie en triniteitsleer) aan de faculteit Theologie en Religiewetenschappen van de KU Leuven. Hij doceert ook aan het diocesaan seminarie van het bisdom 's-Hertogenbosch in Nederland. Op 1 juli 2016 werd hij door aartsbisschop De Kesel benoemd tot president van het Johannes XXIII-seminarie in Leuven. Hij volgde priester Marc Steen op.

## Publicaties (selectie)
Struys' theologisch onderzoek en publicaties situeren zich hoofdzakelijk op het vlak van christologie en triniteitsleer. 

### Als co-redacteur
- Kristof Struys & Terrence Merrigan, red. Verleden openen naar heden en toekomst: Meedenken met de christologie van Piet Schoonenberg. Averbode: Altiora, 2001. (ISBN 9031717185)
- Terrence Merrigan, Christoph Moonen & Kristof Struys, red. Triniteit, een kruis erover? Nieuwe perspectieven op een oeroude christelijke doctrine. Antwerpen: Halewijn, 2006. (ISBN 978-9085283300)
- Kristof Struys & Wouter Biesbrouck, red. Geboren uit de Maagd Maria: Een tip van de sluier opgelicht. (LOGOS: Leuvense Ontmoetingen rond Geloof, Openbaring en Spiritualiteit, 6) Antwerpen: Halewijn, 2011. (ISBN 9789085281849)
- Kristof Struys & Anton Milh, red. Hij zal komen oordelen de levenden en de doden: Over de zin en de onzin van de geschiedenis. (LOGOS: Leuvense Ontmoetingen rond Geloof, Openbaring en Spiritualiteit, 10) Antwerpen: Halewijn, 2015. (ISBN: 978-90-8528-345-4)

### Als auteur
- "In gesprek met het christologische denken van P. Schoonenberg." In: Kristof Struys & Terrence Merrigan, 11–54.
- "Vrijheid in liefde: Autonomie en theonomie in de theologie van Walter Kasper." In: Lieven Boeve & Jacques Haers, red. God ondergronds: Opstellen voor een theologisch vrijdenker, aangeboden aan professor Georges De Schrijver, 249–264. Averbode: Altiora, 2001.
- "Relationship in God as a Condition of Possibility for the Salvation of Humankind in Walter Kasper." In: Jacques Haers & Peter De Mey, red. Theology and Conversation: Developing a Relational Theology (Bibliotheca Ephemeridum Theologicarum Lovaniensium, 172), 227–238. Leuven: Peeters, 2003.
- "De Bijbel: Gods zoektocht naar de mens: Een delicate tocht van gemeenschap naar gemeenschap." Tijdschrift voor liturgie 89.1–2 (2005): 6–21.
- "De priester – sacramentele schakel in de kerk van vandaag. Aanzet van een theologische reflectie." Pastoralia 4 (2005): 17–22.
- "Drie-ene God: Bron en grond van menselijk heil." Communio: Internationaal Katholiek Tijdschrift 28.1 (2005): 42–53.
- "Christelijke vrijheid als overlevingsvoorwaarde van de moderniteit." Communio: Internationaal Katholiek Tijdschrift 29.5–6 (2005): 349–362.
- "Triniteit als model voor samenleven en samenleren." In: Merrigan, Moonen & Struys, 103–118.
- "De doop van Jezus: Historische springplank naar een trinitaire diepte." Communio: Internationaal Katholiek Tijdschrift 32.1 (2007): 22–36.
- "Verrijzenis van het lichaam of verlossing uit het lichaam? Over verrijzenis en reïncarnatie." In: Lieven Boeve & Anneleen Decoene, red. Wat mogen wij hopen? Perspectieven op de verrijzenis van het lichaam, 105–117. Antwerpen: Halewijn, 2007.
- "Een incarnatieloze God? Over een theologisch continuüm tussen het Oude en het Nieuwe Testament" Communio: Internationaal Katholiek Tijdschrift 5–6 (2008): 335–346.
- "Verrijzenis en reïncarnatie – een wereld van verschil." Mensen Onderweg 2 (2008): 1–8.
- "Particular Churches – Universal Church: Theological Backgrounds to the Position of Walter Kasper in the Debate with Joseph Ratzinger – Benedict XVI." Bijdragen: Tijdschrift voor Filosofie en Theologie 69 (2008): 147–171.
- "De kerk als Adem-benemende Adem-ruimte: Naar een pneumatische katholiciteit." In: Peter De Mey & Pieter De Witte, red. De 'K' van Kerk: De pluriformiteit van katholiciteit, 105–118. Antwerpen: Halewijn, 2009.
- "De dogmatische sluier van Maria: Een vraag naar ontsluiering?" In: Struys & Biesbrouck, 22–34.
- "Bevoorrechte getuigen: Jezus en de Kerk." Communio: Internationaal Katholiek Tijdschrift 2 (2012): 130–139.
- "Postmortale perspectieven – verrijzenis en reïncarnatie: Een kleine theologische weging. Collationes: Vlaams Tijdschrift voor Theologie en Pastoraal 43.1 (2013): 31–51.
- "De trinitair-christologische paradox: een 'hemel' van 'verschil': Over menselijk heil en de drie-ene God in Christus." In: Christophe Brabant & Bert Daelemans, red. Wijselijk Onwetend. De paradox in het christelijk geloof, 51–65. Averbode: Altiora, 2014.
- "Theologie als wetenschap op het kruispunt van Kerk en academie: Zoektocht naar een theologisch curriculum in een seculiere samenleving." In: Frank Bosman & Harm Goris, red. Verdeelde wijsheid: Tussen Kerk en academische theologie. (Annalen van het Thijmgenootschap, 102.3), 169–187. Nijmegen: Valkhof Pers, 2014.
- "Theologisch-christologische grondslagen voor de 'heiligheid' van de Kerk: Over de troostvolle paradox van 'onheilige heiligheid'." Communio: Internationaal Katholiek Tijdschrift 6 (2015): 450–464.
- "Goddelijk samenspel van barmhartigheid en gerechtigheid: Systematisch-theologische beschouwingen over het laatste oordeel." In: Struys & Milh 27–42.

- Gemeinsame Normdatei: 1045620300
- International Standard Name Identifier: 0000 0003 9221 7700
- Nederlandse Thesaurus van Auteursnamen: 230093868
- Virtual International Authority File: 286219405
- WorldCat: E39PBJkXrHQV8myhkJCm3gjpyd